# 林洞主教座堂
林洞主教座堂（韩语：임동성당）是天主教光州总教区的主教座堂，位于韩国光州广域市北区的林洞（임동）。该堂区创建于1967年1月1日，1983年9月28日建堂。主保圣人为坎特伯雷的安色莫，瞻礼日为4月21日。